# Mutter Gottes, Hilfe der Christen (Klusy)
Bei der Kirche Mutter Gottes, Hilfe der Christen im polnischen Klusy handelt es sich um ein neogotisches Bauwerk aus dem zu Ende gehenden 19. Jahrhundert. Bis 1945 war sie evangelisches Gotteshaus für das ostpreußische Kirchspiel Klaussen (Kreis Lyck). Jetzt ist sie römisch-katholische Pfarrkirche der Pfarrei Klusy im Bistum Ełk.

## Geographische Lage
Klusy liegt an der polnischen Landesstraße 16 (einstige deutsche Reichsstraße 127) zwischen den Städten Ełk (deutsch Lyck) und Orzysz (Arys) im Osten der Woiwodschaft Ermland-Masuren. Die jetzige Kreisstadt Pisz (Johannisburg) liegt 27 Kilometer in südwestlicher Richtung.
Der Standort der Kirche befindet sich in der Ortsmitte von Klusy an der Straße nach Ogródek (Ogrodtken, 1938 bis 1945 Kalgendorf).

## Kirchengebäude
Bereits 1354 existierte im damaligen Claussen eine weithin sichtbare Kapelle und war idyllisch zwischen den drei Seen Lipinsker See (1935 bis 1945: Seebrücker See, polnisch Jezioro Lipińskie), Druglin-Ses (1938 bis 1945: Insel-See, polnisch Jezioro Druglin Duży) und Krackstein-See (polnisch Jezioro Krakszytn) gelegen. Sie wurde Clausula Mariana genannt. Im Jahre 1754 wurde sie durch einen Kirchenneubau ersetzt, der jedoch 1858 abbrannte. In den Jahren 1883 und 1884 wurde die noch heute bestehende neugotische Kirche errichtet, die am 4. November 1884 feierlich eingeweiht wurde. Sie wurde aus Backstein mit einem schlanken Turm erbaut.
Die Innenausstattung der Kirche war damals einheitlich neu. Die Orgel stammt aus der Werkstatt des Orgelbaumeister Max Terletzki in Königsberg (Preußen) (russisch Kaliningrad), die Glocken wurden 1861 gegossen.

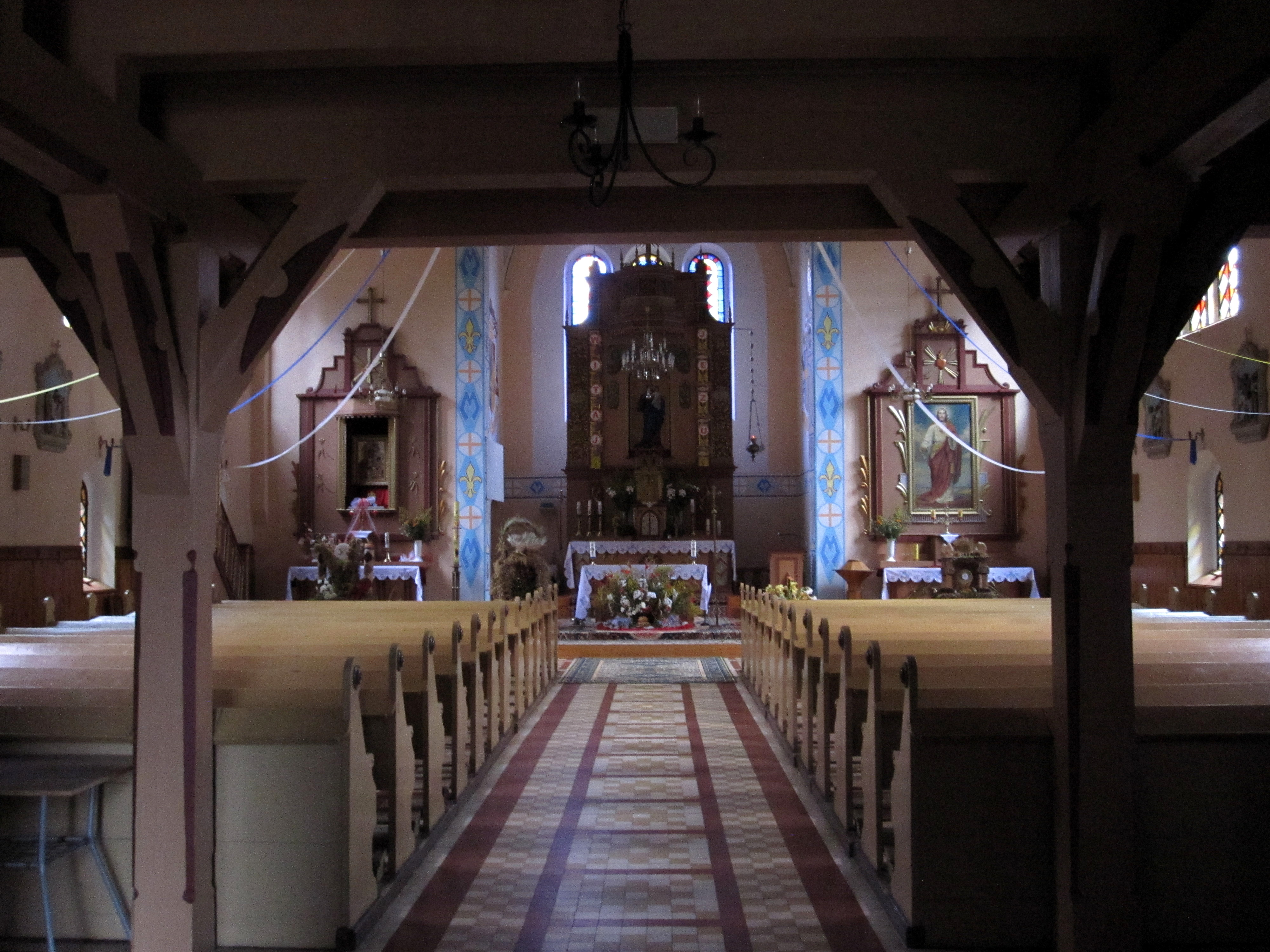
Innenansicht der Kirche

Bis 1945 war das Gebäude evangelisches Gotteshaus und wurde dann zugunsten der römisch-katholischen Kirche zwangsenteignet. Heute dient es als römisch-katholische Pfarrkirche der Pfarrei Klusy und erhielt den Namen Kościół Matki Bożej Wspomożenia Wiernych (Kirche der Mutter Gottes, Hilfe der Christen/Mariahilfkirche).

## Kirchengemeinde

### Evangelisch

#### Kirchengeschichte
Bereits vor 1354 bestand in Claussen ein kirchliches Zentrum vorreformatorischer Art. Im 16. Jahrhundert wurde es von der lutherischen Reformation bestimmt und organisatorisch bis 1715 der Inspektion Lyck zugewiesen. Danach der Inspektion Johannisburg zugeordnet gehörte es seit dem beginnenden 19. Jahrhundert bis 1945 zum Kirchenkreis Lyck innerhalb der Kirchenprovinz Ostpreußen der Kirche der Altpreußischen Union. Anlässlich der Volkszählung 1925 registrierte man für das Kirchspiel Klaussen 3.088 Gemeindeglieder, die in einem größeren Umland lebten. Das Kirchenpatronat lag bei den staatlichen Behörden.
Flucht und Vertreibung der einheimischen Bevölkerung machten der evangelischen kirchlichen Arbeit in der Region Klaussen ein Ende. Heute leben in Klusy nur sehr wenige evangelische Einwohner. Sie orientieren sich zur Kirchengemeinde in Ełk (Lyck), einer Filialgemeinden der Pfarrei in Pisz (Johannisburg) in der Diözese Masuren der Evangelisch-Augsburgischen Kirche in Polen.

#### Kirchspielorte (bis 1945)
Zum Kirchspiel Klaussen gehörten vor 1945 zwanzig  Orte, Ortschaften bzw. Wohnplätze:
| Name               | Änderungs- name 1938 bis 1945 | Polnischer Name |  | Name          | Änderungs- name 1938 bis 1945 | Polnischer Name        |
| ------------------ | ----------------------------- | --------------- |  | ------------- | ----------------------------- | ---------------------- |
| Bogatzewo          |                               | Bogaczewo       |  | *Lipinsken    |                               | Lipińskie              |
| Friedrichswerder   |                               |                 |  | *Ogrodtken    | Kalgendorf                    | Ogródek                |
| Gorzekallen        | Gortzen                       | Gorzekały       |  | Przykop       |                               |                        |
| Grondowken (Forst) |                               |                 |  | *Reuschendorf |                               | Ruska Wieś             |
| Grünthal           |                               |                 |  | *Rogallen     |                               | Rogale                 |
| Hohenau            |                               | Tamkowo         |  | Rogallicken   | Kleinrosenheide               | Rogalik                |
| Karlssorge         |                               |                 |  | *Rosinsko     | Rosenheide                    | Rożyńsk                |
| Kempnio (Forst)    |                               |                 |  | *Rostken      |                               | Rostki Skomackie       |
| *Klaussen          |                               | Klusy           |  | *Skomatzko    | Dippelsee                     | Skomack Wielki         |
| Kosseln (Forst)    |                               |                 |  | Thalau        |                               | Skomack Wielki (Osada) |

#### Pfarrer (bis 1945)
Bis 1945 amtierten an der Pfarrkirche Klaussen als evangelische Geistliche:
- Andreas Rynckius, ab 1585
- Georg Schlobowius, 1605
- Jacob Wissnerus, bis 1668
- Albert Knopcka, 1668–1674
- Martin Maletius, 1674–1682
- Georg Przyalgowski, ab 1682
- Jacob Kirschberg, bis 1683
- Jacob Moncowius, 1690–1739
- Bartholomäus Lupochowius, 1727–1731
- Michael Junius, 1733–1762
- Johann Christian Groß, 1763–1802
- Johann Caspar, 1798–1818
- Johann Jacob Tusch, 1819–1837
- Leopold Kraska, 1837–1847
- Friedrich Theodor von Lenski, 1847–1858[8]
- Theodor Buzello, 1859–1864
- Philipp Salkowski, 1865–1872
- Carl Adolf Preuß, 1872–1885
- Hermann Carl Otto Baatz, 1885–1893
- Robert Paul Sczesny, 1893
- Johann Hermann Bolz, 1893–1903
- Max Myska, 1903–1912
- Bruno Albert Rathke, 1912–1916
- Paul Bernecker, 1920–1921
- Walter Otto Martin Walsdorff, 1920–1926
- Kurt Rudloff, 1928
- Heinrich Will, 19339–1932
- Ernst Schmittat, 1932–1933
- Kurt Wiele, 1933–1934
- Heinrich Bartholomeyczyk, 1936–1937
- Kurt Friedrich Sulima, 1936–1939
- Erich Willamowski, 1938–1942[9]
- Gerhard Wittkat, 1943–1945

#### Kirchenbücher
Von den Kirchenbüchern des Kirchspiels Klaussen sind erhalten und werden im Evangelischen Zentralarchiv in Berlin-Kreuzberg aufbewahrt:
- Taufen: 1775 bis 1820
- Trauungen: 1773 bis 1839
- Begräbnisse: 1773 bis 1845.

### Römisch-katholisch

#### Pfarrei

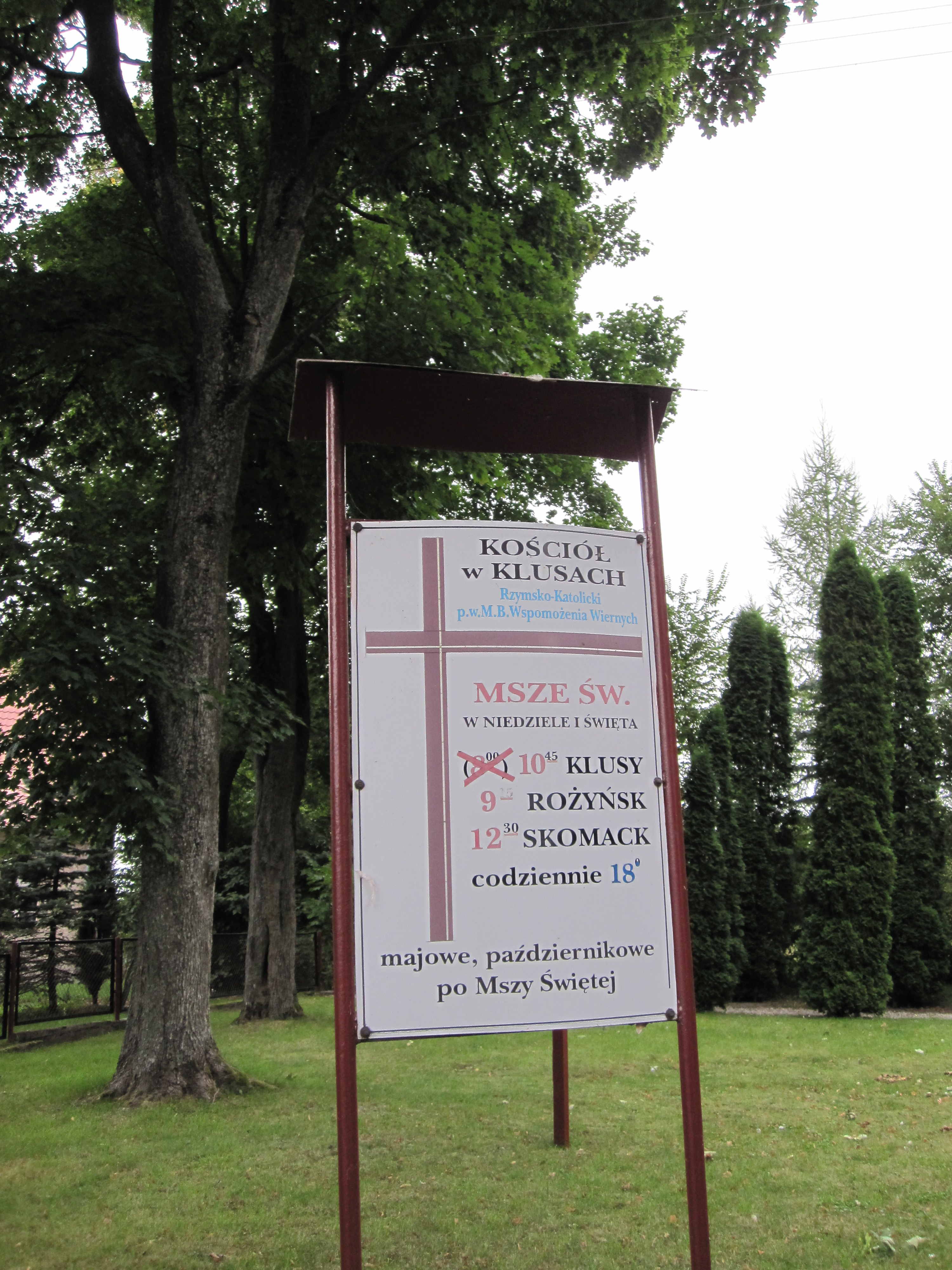

Vor 1945 lebten nur wenige katholische Kirchenglieder in der Region Klaussen. Sie waren in die Pfarrkirche St. Adalbert in der damaligen Kreisstadt Lyck (polnisch Ełk) im Dekanat Masuren II (Sitz in Johannisburg, polnisch Pisz) im Bistum Ermland eingepfarrt.
Nach 1945 siedelten sich in Klusy zahlreiche polnische Neubürger an, nahezu ausnahmslos römisch-katholischer Konfession. Im Jahre 1947 übernahmen sie die bisher evangelische Kirche als ihr Gotteshaus, das sie der Gottesmutter, Hilfe der Christen (Mariahilfkirche) widmeten. Heute besteht hier eine eigene Pfarrei mit Filialkirchen in Rożyńsk (Rosinsko, 1938 bis 1945 Rosenheide) und Skomack Wielki (Skomatzko, 1938 bis 1945 Dippelsee). Sie ist Teil des Dekanat Ełk - Święty Rodziny innerhalb des Bistums Ełk der Römisch-katholischen Kirche in Polen.

#### Pfarreiorte
Zur Pfarrei Klusy gehören zehn Orte, Ortschaften bzw. Wohnplätze:
| Name      | Deutscher Name       |  | Name             | Deutscher Name              |
| --------- | -------------------- |  | ---------------- | --------------------------- |
| Gorzekały | Gorzekallen/Gortzen  |  | Rogalik          | Rogallicken/Kleinrosenheide |
| Klusy     | Klaussen             |  | Rostki Skomackie | Rostken                     |
| Lipińskie | Lipinsken            |  | Rożyńsk          | Rosinsko/Rosenheide         |
| Ogródek   | Ogrodtken/Kalgendorf |  | Ruska Wieś       | Reuschendorf                |
| Rogale    | Rogallen             |  | Skomack Wielki   | Skomatzko/Dippelsee         |

## Verweise